# August Aleksander Czartoryski
August Aleksander Czartoryski (Varsavia, 9 novembre 1697 – Varsavia, 4 aprile 1782) è stato un principe polacco, fondatore del patrimonio della sua famiglia.

## Biografia

### Infanzia

Stemma della famiglia Czartoryski

August Aleksander era il secondo figlio del principe Kasimir Czartoryski e di Izabelą Elżbietą Morsztyn. Sua sorella Konstancja era la madre del re di Polonia Stanisław August Poniatowski.

### Matrimonio

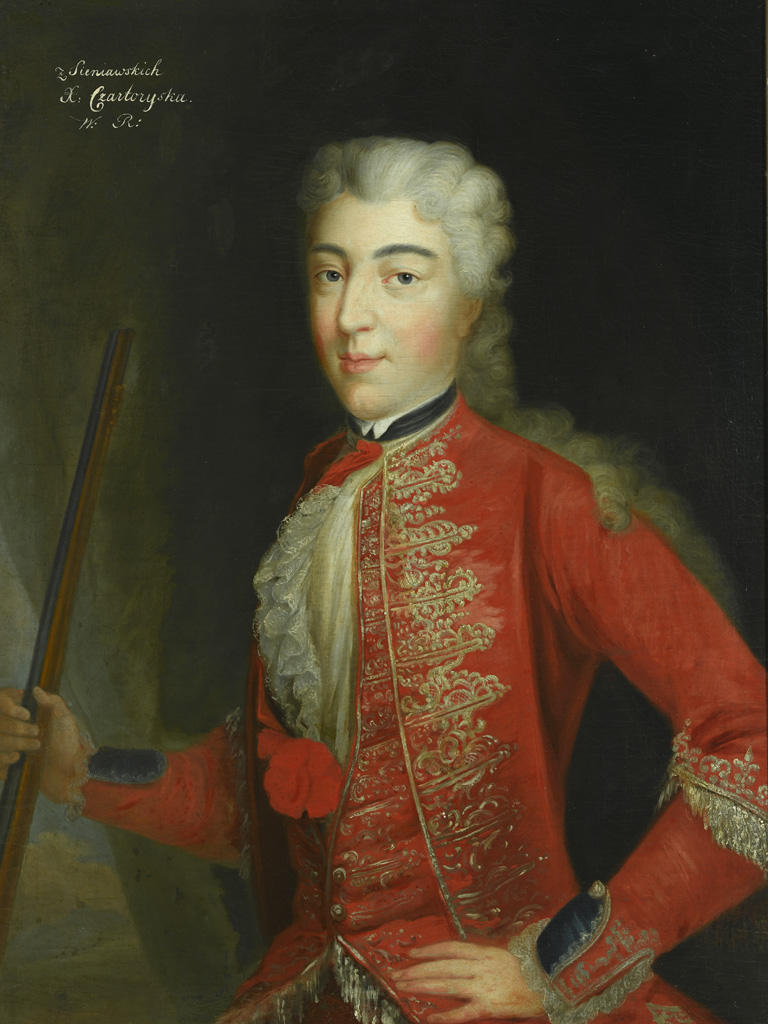
Maria Zofia Sieniawska ritratta in abiti da caccia

Nel luglio 1731 August Aleksander chiese la mano della vedova di Stanisław Ernest Dengoff, Maria Zofia Sieniawska, figlia di Adam Sieniawski. In seguito al matrimonio, egli divenne proprietario di un patrimonio cospicuo, grazie al quale divenne una figura politica di rilievo. Maria Zofia portò in dote al marito Senyavu, Puławy, Międzyrzec-Podlaski, terre vicino al palazzo di Wilanów, e Stoŭbcy. Questo matrimonio portò anche allo sviluppo di Końskowola: il principe fece arrivare 300 tessitori dalla Sassonia, gettando le basi dell'industria tessile locale.

### Carriera

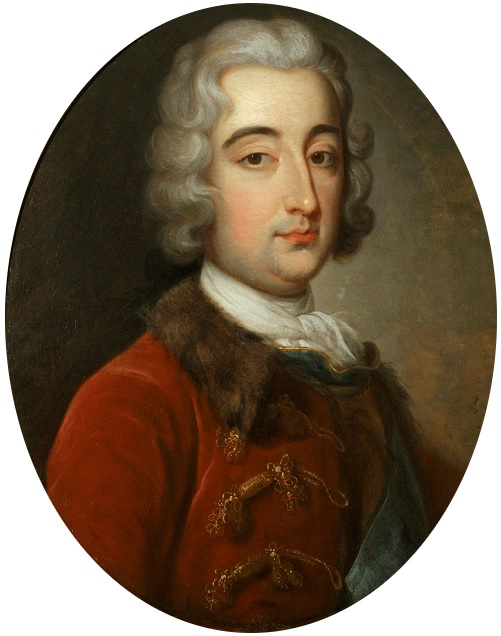
August Aleksander Czartoryski ritratto nel XVIII secolo

Nel 1713 fu inviato insieme al fratello maggiore in Europa, viaggiando attraverso la Germania, la Francia e l'Italia e alla fine si stabilì a Malta. In seguito andò a servire nella flotta austriaca e partecipò a campagne contro i turchi. Servì come colonnello, ma nel 1720 decise di tornare in patria.
Nel 1729 August Aleksander fu inviato sotto il comando del reggimento di fanteria e successivamente divenne generale maggiore. Nel 1730 partecipò alle manovre congiunte tra le truppe polacche e sassoni, organizzate dal re Augusto il Forte.

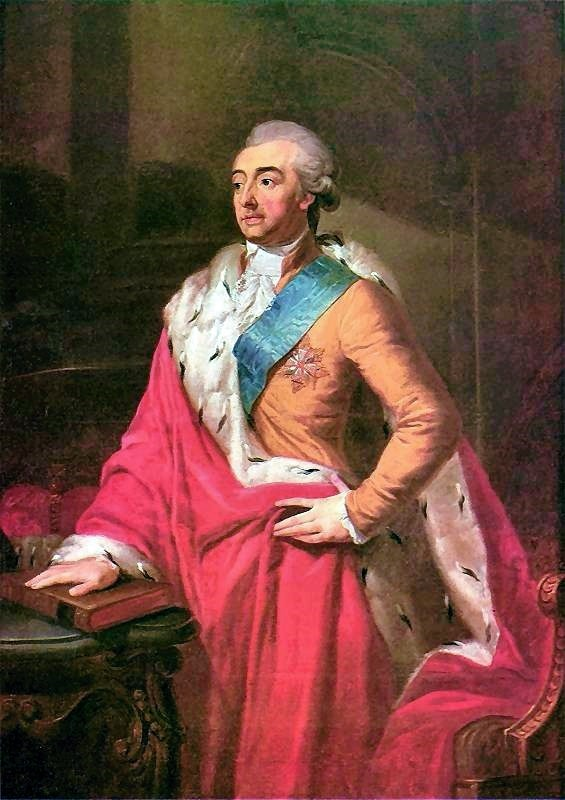
Adam Kazimierz Czartoryski

L'11 settembre 1731 divenne voivoda del voivodato di Rutenia. Sostenne Stanisław I Leszczyński durante la guerra di successione polacca nel 1733. Durante il regno di Augusto III, con il fratello Michał fu a capo del movimento politico "Familia". Fu starosta generale in Podolia dal 1750 al 1758 e cavaliere di Malta. Fu starosta di Varsavia, Kościerzyna, Lubochnia, Kałusz, Latowicz, Lucyn, Wąwolnica, Kupiski e Pieniań. Durante l'interregno del 1763 - 1764 cercò di ottenere la corona e in seguito tentò di farla assegnare al figlio Adam Kazimierz. Nel 1764 - 1766 fu maresciallo della Confederazione generale (konfederacja generalna); dal 1764 regimentarz della corona. Fu sostenitore delle riforme politiche della repubblica e oppositore alla confederazione di Radom.

### Ultimi anni e morte

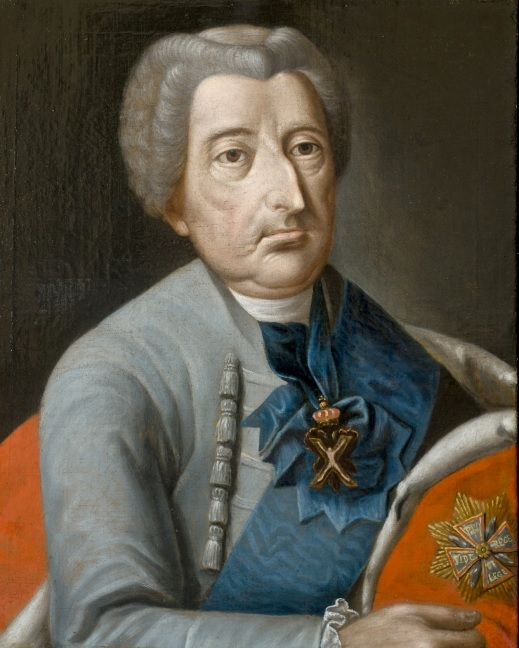
Il principe di Czartoryski in tarda età

L'ultima partecipazione alla vita politica di August Aleksander fu la proposta della corona polacca all'arciduca austriaco Massimiliano avanzata nel 1774 e nel 1776.
Il principe morì il 4 aprile 1782 a Varsavia.

## Discendenza
August Aleksander e Maria Zofia Sieniawska ebbero tre figli:
- Elżbieta Czartoryska (1733-1816): sposò Stanisław Lubomirski, ebbero quattro figlie;
- Adam Kazimierz Czartoryski (1734-1823)
- Stanisław Czartoryski (1740-1747)